# Соколовська Наталія Євгенівна
Наталія Євгенівна Соколовська (до шлюбу Сорбатська) (* 1956, Ленінград, Російська РФСР) — російська прозаїкиня, поетеса, перекладачка. Членкиня Спілки письменників Санкт-Петербурга та Міжнародного ПЕН-клубу.
Закінчила московський Літературний інститут. Після закінчення інституту десять років жила в Грузії, працювала у видавництві «Мерані». Перекладала грузинську поезію (О. Чіладзе, Т. Табідзе, Дж. Чарквиані та інших).
В 1992 році у повернулася в Санкт-Петербург.

## Громадянська позиція
У березні 2014 підписала звернення російських діячів культури проти окупації Криму.
У травні 2018 приєдналась до заяви російських літераторів на захист українського режисера Олега Сенцова, незаконно засудженого у РФ.